# バングラデシュの鉄道
バングラデシュの鉄道（バングラデシュのてつどう）では、バングラデシュにおける鉄道について述べる。

## 概要
この国の鉄道はインドと同様、多くはイギリスがインド帝国という植民地時代に敷設したものであり、それが1947年のインド・パキスタン・スリランカ分離独立時に分断され、更に1971年にバングラデシュが第三次印パ戦争の結果パキスタンから分離独立した結果、現在の形態になった。
現在は国有鉄道であるバングラデシュ鉄道が管理・運行している。
同国西部の鉄道は、もともとコルカタ（カルカッタ）～ダージリン間鉄道として敷設されたものが分断された結果現在の形態になっているため、軌間1676mmの広軌を採用しているのに対し、東部のダッカ・チッタゴンといった地域における鉄道は、ミャンマーの鉄道同様「植民地軌間」・「メーターゲージ」と呼ばれる軌間1000mmの鉄道となっている。更に、2002年まではジョムナ川を挟んで東西の鉄道は完全に分断されており、同区間を鉄道連絡船で連絡していたが、現在では鉄道道路併用のボンゴボンドゥー橋（ジャムナ橋）が完成したため、三線軌条を用いてダッカ郊外まで広軌線の列車が乗り入れるようになっている。
2003年現在の総延長は2706kmで、そのうち広軌路線が884km、狭軌路線が1822kmとなっている。列車種別はインターシティー（都市間列車）、エクスプレス（急行）、メイル（郵便・かつて速達郵便輸送も担っていたため）、普通の4種類となっている。エアコンはインターシティーのみに連結されている。電化区間はなく、現在では諸外国から購入したディーゼル機関車を主に使用している。
またインド国鉄との直通運転は、貨物列車に限って行われていたが、2008年4月14日に43年ぶりに旅客列車（マイトリー・エクスプレス：友情急行）が運行再開した。コルカタ～ダッカ間を週2回12時間で結んでいる（『朝日新聞』2008年4月14日付）。
この国もイスラム教国であるため、列車内に礼拝室が設けられていたりしている。

## 事業者
- バングラデシュ鉄道
- ダッカメトロ

## 隣接国との鉄道接続状況
- インド - 接続あり
- ミャンマー - 接続なし